# Habiba Msika
Habiba Msika, également orthographié Habiba Messika ou Hbiba Msika (arabe : حبيبة مسيكة), née en 1903 à Tunis et morte assassinée le 21 février 1930 à Tunis, est une chanteuse, danseuse et comédienne tunisienne. Née Marguerite Msika, elle est la nièce de la chanteuse Leïla Sfez.
Elle gravit rapidement les échelons de la gloire sous le pseudonyme d'Habiba (« bien-aimée »). Prototype de la femme libre et maîtresse de son destin, cantatrice charismatique et actrice audacieuse, adulée par la population tunisienne, Msika est un véritable phénomène de société à son époque. Le film de Salma Baccar, La Danse du feu, revient sur son parcours.

## Biographie

### Jeunesse
Elle naît dans le quartier juif de Tunis au sein d'une famille pauvre. Ses parents Daïda et Maïha travaillent dans le commerce du fil.
Elle apprend à lire et écrire à l'école de l'Alliance israélite universelle qu'elle quitte après sept ans pour suivre, grâce à l'aide de sa tante, des cours de chant, de solfège et d'arabe classique auprès du célèbre compositeur Khemaïs Tarnane et du ténor égyptien Hassan Bannan.
Elle épouse son cousin Victor Chetboun mais leur union dure peu de temps.
Son premier récital a lieu au palais Assous de La Marsa où elle rencontre son pygmalion et amant : le ministre de la Plume.

### Carrière
C'est à partir des années 1920 que sa carrière décolle : elle devient un véritable sex-symbol ; on lui attribue les surnoms de « belle des belles » ou « tigresse aux yeux verts ». Elle initie le phénomène des « soldats de la nuit », surnom donné à ses fans, en majorité de jeunes dandys de la bourgeoisie tunisienne.
C'est à cette époque qu'elle monte avec son amant à Paris où elle rencontre, par son entremise, Pablo Picasso ou encore Coco Chanel qui dit d'elle : « Habiba est un tempérament de feu sous ses grâces d'orientale. Elle imposera Paris en Afrique du Nord ».
De retour en Tunisie, elle joue Le Fou de Leïla, Lucrèce Borgia et la plupart des pièces du répertoire shakespearien.
En mars 1925, elle joue le fameux Roméo et Juliette au théâtre Ben Kamla. Elle interprète Roméo alors que Rachida Lotfi, une actrice israélite libyenne, joue Juliette. C'est Mahmoud Bourguiba, poète tunisien, qui monte la pièce. Le baiser qu'elle échange avec Rachida provoque une véritable émeute, la scène étant incendiée par des spectateurs outrés. Il faut l'intervention de ses « soldats de la nuit » pour maîtriser la situation. Déjà connue pour ses sympathies nationalistes, elle provoque une nouvelle fois le scandale en 1928 en jouant Patrie. Les martyrs de la liberté enroulée dans le drapeau tunisien et scandant des slogans indépendantistes. Elle est arrêtée par les autorités coloniales à la sortie avec ses « soldats de la nuit ».

### Fin tragique
Maîtresse du prince Fouad d'Égypte à la même époque, elle fait la connaissance de Eliahou Mimouni, riche israélite de Testour qui est follement épris d'elle : il va jusqu'à lui construire un palais. Elle quitte quand même ce dernier et entame une nouvelle idylle avec un ami d'enfance, Mondher Maherzi. Enceinte, elle décide de l'épouser.
Au matin du 20 février 1930, son ancien amant Eliahou Mimouni pénètre dans son appartement de la rue Alfred-Durand-Claye à Tunis, l'asperge d'essence et la brûle vive,. Grièvement brûlée, elle meurt le lendemain, suivie peu après par Mimouni. Msika est inhumée au cimetière du Borgel à Tunis.

## Répertoire
Parmi ses chansons, on peut citer : 
| Titre                            | Nom original             |
| -------------------------------- | ------------------------ |
| Alayya w Hbali                   | عليا وهبالي              |
| Errabii Mnawer                   | الربيع منور              |
| Hawinti rassi lessahar wel gamra | هونتي راسي للسهر والقمرة |
| Hbibi Lawel                      | حبيبي الأول              |
| Qalbi biwadi ejjamer             | قلبي بيودي الجمر         |
| Min wist galbi                   | من وسط قلبي              |
| Ya saqi esquina                  | يا ساقي اسقينا           |
| Ala srir ennoum                  | على سرير النوم           |

## Filmographie
- La Danse du feu, film de Salma Baccar, Phénicea Films, Beyrouth, 1995.
- Ciao Habiba !, documentaire de Sarah Benillouche, Les Productions du Golem, Paris, 2012.